# Institut royal de la culture amazighe
Pour les articles homonymes, voir Ircam.
Ne doit pas être confondu avec l’Ircam de Paris.
L’Institut royal de la culture amazighe, ou IRCAM (en amazighe standard marocain : ⴰⵙⵉⵏⴰⴳ ⴰⴳⵍⴷⴰⵏ ⵏ ⵜⵓⵙⵙⵏⴰ ⵜⴰⵎⴰⵣⵉⵖⵜ, translittération : Assinag Agueldan n Tussna Tamaziɣt), est un institut académique de l'État marocain chargé de la promotion de la culture amazighe et du développement des langues amazighes.
L'institut a son siège à Rabat, capitale du Maroc. Il a été fondé par le dahir (décret royal) no 1-01-299 du 17 octobre 2001 et annoncé le même jour par le roi Mohammed VI dans son discours d'Ajdir. Il dispose d'une indépendance administrative et financière.

## Présentation
L’IRCAM a pour mission de guider le gouvernement marocain dans les décisions concernant la langue et la culture amazighe, notamment sa sauvegarde et sa promotion. 
Cet organisme travaille en collaboration avec les institutions gouvernementales. Il a pour principaux objectifs : la généralisation de l’enseignement de l’amazighe et la diffusion de la langue et de la culture amazighes dans la sphère publique via les médias, les événements culturels etc. 
L’IRCAM se compose de deux structures. La première est administrative, composée du Rectorat, du Secrétariat Général et des Départements. La seconde est une structure académique représentée par le Centre de recherche, ayant notamment développé l’amazighe standard marocain.

## Tifinagh
L'Ircam a un rôle précurseur dans l'adoption du tifinagh pour la transcription des langues berbères au Maroc. 
Le système de transcription adopté, contrairement au tifinagh originel conservé par les Touaregs qui est un abjad, est un alphabet composé de 33 caractères s'inscrivant dans la continuité du « néo-tifinagh » élaboré dans les années 1970 par des militants kabyles.